# Amphilophus sagittae
Espèce
Amphilophus sagittae est une espèce de poissons d'eau douce de la famille des Cichlidae.

## Répartition
Amphilophus sagittae est endémique du lac de Xiloá au Nicaragua. Cette espèce se rencontre à une profondeur comprise entre 3 et 10 m.

## Description
La taille maximale connue pour Scomberomorus concolor est de 160 mm.

## Publication originale
- (en) Stauffer & McKaye, 2002 : Descriptions of three new species of cichlid fishes (Teleostei: Cichlidae) from Lake Xiloá, Nicaragua. Cuadernos de investigación de la UCA, Universidad Centroamericana, n. 12, p. 1-186[3] (introduction).